# Stercorarius antarcticus
O Stercorarius antarcticus, comummente conhecido como mandrião-antártico ou alcaide-do-antártico, é uma espécie de ave marinha predadora, pertencente família dos Estercorariídeos, que nidifica em zonas árticas e antárticas, como a baía do Almirantado.

## Subespécies
São reconhecidas três subespécies:
- Stercorarius antarcticus lonnbergi (Mathews, 1912) - Península Antártica e ilhas oceânicas subantárticas circumpolares.
- Stercorarius antarcticus antarcticus (Brooke, 1978) - ilhas Falkand e sudeste da Argentina. Inverna na costa do sudeste da América do Sul.
- Stercorarius antarcticus hamiltoni (Hagen, 1952) - ilhas Gonçalo Álvares e Tristão da Cunha.